# 梅滕更
梅滕更（英語：David Duncan Main；1856年6月10日—1934年8月30日）是一位英国圣公会差会医疗传教士，自1881年至1927年，曾在中国浙江省省会杭州工作数十年之久。他是杭州广济医院（Hospital of Universal Benevolence）、广济医校（Hangzhou Medical Training College）以及杭州基督教青年会的创建人。 梅滕更和他的妻子梅福孙（Florence Nightingale Smith）夫妇在中国期间，建造了三十多座医疗建筑，以及一个工业培训中心。
他天性开朗，忠信可靠，是杭州最著名的传教士之一。认识他的人都称他为“梅医生”。他最值得注意的贡献包括广济医院（the Hospital of Universal Benevolence）和广济医校（Hangzhou Medical Training College）。医校是浙江省首批医学培训学校之一，1926年在中华医学会注册。 。1926年他退休时，医院每年治疗3000名住院病人和6万名门诊病人。该医院今天已经改名为浙江大学医学院附属第二医院，继续治疗病人，1999年被评为中国百佳医院之一。

## 早年 (1856–1873)
1856年6月10日，梅滕更出生于苏格兰西南部的艾尔郡（Ayrshire），在基尔克迈克尔村（Kirkmichael）长大。在整个童年，他都奉行Be good and do good的格言。他在16岁毕业时，是班上的班长和奖牌获得者。1873年，他进入格拉斯哥大学攻读商科。毕业后，他在格拉斯哥的一家航运公司工作，负责公司的文书工作。

## 学医（1874–1881）
1873年春天，在与一位朋友交谈过基督徒的生活后，梅滕更决定攻读医学。1874年初，在格拉斯哥经商期间，他开始接触芬德勒牧师的圣乔治帐篷传教团。在这里，他遇到了著名的美国布道家德怀特·莱曼·穆迪，和他的朋友福音歌手孙盖（Ira D. Sankey）。在参加了穆迪的一次演讲后，梅滕更受到启发加入了福音复兴运动，这反过来又使他与许多医学传教士取得了联系。在与芬德勒牧师交往期间，他他接触到一位名叫唐纳德·莫里森（Donald Morrison）的医疗传教士。正是通过莫里森医生，梅滕更受到启发，进入医疗传教工作，意识到他的潜力，以帮助那些遭受疾病、绝望和死亡的恐惧者。
梅滕更在格拉斯哥大学读完商科，得到爱丁堡医疗传教会（EMMS）的帮助，在爱丁堡大学医学院接受医疗培训，这是苏格兰四所古老大学中的另一所大学。他还在格拉斯哥学习医学，并在1881年获得三重资格认证。1881年，他从医学院毕业，与其他医学同行建立了许多联系。在他的医疗服务培训期间，(1877—1881)梅滕更和他和同学们在爱丁堡的贫民窟工作，并举行露天布道会。正是在这段时间里，梅滕更和他的朋友阿瑟·内夫（Arthur Neve）组成英国圣公会差会（CMS）医疗辅助部，推动他们的同学对海外传教产生兴趣。

## 海外传教
1881年9月，梅滕更与梅福孙（Florence Nightingale Smith）在爱丁堡结婚； 她出身豪门，是一位护士，也在爱丁堡的贫民区工作，服务于免费早餐会（Free Breakfast Mission）和牛门医疗会（Cowgate Medical Mission）。起初，梅滕更要求派往印度工作，但听说中国急需医生后，他同意更换地点，被分配到华中差会，到中国浙江省传教。1881年9月28日，梅滕更夫妇受英国圣公会差会差遣，航海前往中国，在那里度过了46年，其间只在1890年、1899年和1910年三次短暂回国休假。
1881年11月，梅滕更夫妇到达杭州。他们受到1870年来华的伊先生（Reverend Arthur Elwin）夫妇的欢迎。这座城市因周围的风景而被称为“人间天堂”。但在他们到达时，杭州仍处于1861年太平天国战争之后的贫困和疾病状态，街上满是瓦砾。鸦片在这一时期被广泛吸食，因此，城市的许多地区都充满了瘾君子。
在杭州期间，梅滕更夫妇每天学习中文几个小时，为期三周。

### 医院

#### 大方伯医局和戒烟所
1881年，梅滕更抵达杭州后，被任命为杭州圣公会医疗部门负责人，负责圣公会所办的戒烟所大方伯医局（The central hospital）。大方伯医局是浙江第一家西医院，包括一座两层小楼，和四个病房，每个月接待20名住院病人和约200名门诊病人。它由英国圣公会传教士密杜氏（Dr. Meadows）于1869年创建，位于横大方伯。
在大方伯医局的第一年里，他治疗了鸦片成瘾症，进行了白内障切除手术，治疗了麻风病。
随着鸦片在中国的继续流行，梅滕更保持了第一所大方伯医局的初衷，继续治疗鸦片成瘾者，并提供空间，分别建立男女戒烟所。

#### 广济医院 (1884)
1884年，每天早上排队的病人越来越多，需要更多的住院空间，为此建立了广济医院（The Hospital of Universal Benevolence），中文意为“广行济世”。为了筹措这次扩建的资金，梅滕更出诊自费病人（private patients），他们会支付一点出诊费用。梅滕更说，他“被派到这里来用我们的生活与工作来荣耀上帝，而我们必须尽可能在最健康的条件下来做这些”，这就意味着现有的医院条件并不适合。
梅滕更为获得必要的资金，向中国省政府发出信函请求，又从威廉·查尔斯·琼斯基金会获得资金。他设计了广济医院，在1884年5月开业。它包含两层楼和一个地下室，四个普通病房，十个私人病房，一个药房，一个候诊室和教堂。患者最初主要是男性，很少有病房分配给妇女。在每个病房都进行布道；所有患者都有福音传给他们。许多病人接受了洗礼。规定那些有能力支付者付费膳宿，但医疗就诊对所有人都是免费的。1894年，由于空间限制和中国习俗偏好，建造了一所独立的女医局。
1895年来华的英国医生葛崇德（A.T.Kember）夫妇监督所有的手术，并提供帮助。特别是在梅滕更休假期间。 到1885年底，共治疗门诊病人7931人，住院病人374人，以及自费病人180人，乡村病人1460人。79例吞鸦片自杀者被送往医院，60人获救。
1922年，为与各医院和机构有关的工人增加了男女疗养院，还为当地的神职人员和他们的妻子建造了牧师疗养院。

##### 1909年装修
在整个医院存在期间，病人和设施的数量都有所增加。随着自费病人的增加，更多的资金涌入医院，这为医院的工作提供了资金。教堂进行了翻修，大院内又增加了一个大型演讲厅（Lecture Hall）。每天早上在门诊部上班前，梅滕更和他的工人都举行晨祷（morning service），并进行演讲；所有患者都可以参加。
新建筑建在新购买的土地上，病人可以住在户外。1905年，医院开设了皮肤炎病房、女性病房和产科病房。六年后，医院配备了电灯、水管和X光机。
随着中国政局的变化，该医院多次易手和易名，最后在1960年，定名为现在的浙江大学医学院附属第二医院。1999年，该医院跻身中国百佳医院。现在，它与许多医院和大学保持联系，包括加州大学洛杉矶分校、约翰霍普金斯大学和梅奥医院（Mayo Clinic）。
1914年，梅滕更建立广济医院松木场分院，占地200亩，是一所规模较大的隔离疗养医院，包括男女肺痨病院、麻风病院等。

#### 男女麻风医院 （1889， 1892）
梅滕更写信给爱丁堡的麻风病传教会，要求提供资金来开一个麻风病公寓，因为中国的麻风病患者数量很多。他的要求得到满足，使他能够在医院旁边购买土地。那里有两栋建筑，被改为男女病房，有厨房和服务员。麻风医院后来搬迁，包括装修。

## 学校

### 广济医校（1885）
1882年，梅滕更开始培训年轻人，教他们外科学和内科学。他们在诊所以及床边讲座接受实际培训，然后形成自己的诊断，再与梅滕更的诊断进行比较。他继续扩大他的讲道和教学区，以容纳更多的从业者和学生。他的讲座包括 健康、喂养、卫生、教育、化学和福音研究。
梅滕更开设这所学校是为了培养本地人和欧洲人。他在中国期间，大约有一百名学生在医校接受培训，与广济医院合作。最初，教职员只有两名教授，因此，新生只能每五年入学一次。前三批学生都是基督徒，然而，自义和团事变以后，对西方医学培训的需求大大增加，以至于一些非基督徒学生被录取。 医校设有一个讲堂、一个病理学实验室和一个化学实验室。许多接受梅滕更培训的人，如果不是在医院，就是在直接或间接地进行布道工作。
1916年，基督教青年会进入杭州后，广济医校进行整修，在此召开了大型会议，传授生活与行为的卫生习惯，包括作为灵魂和身体的救赎的福音。会议取得了成功，袁世凯捐助了2000美元资助这项工作。麦克莱勋爵和夫人为纪念他们的儿子捐赠了10，000美元。在奠基活动上，地基下埋了一口棺材，里面装着一本圣经，基督教青年会五年工作的报道，基督教青年会的规则，徽章，订户名单，杭州地图，建筑平面图，日历，以及奠基活动邀请函的副本。
这家医院于1924年开业。地面和一楼用于教学，二楼是学生宿舍。此外，还有六个实验室，分别进行物理学、有机化学和生理化学、普通化学、初级生物学、组织学和药理学实验。大楼内还设有一个图书馆，并配备了新设备，包括两台X光机、一盏紫外线灯、两个用于紫外线处理的高频系统、一个泛光系统、一个碳酸造雪机、按摩器、

## 影响梅滕更工作的中国动荡

### 义和团事变 (1900)
在排外的义和团事变开始时，80名传教士被杀，许多中国基督徒宁愿死去，也不肯加入叛乱，反对基督徒。在动乱时期，许多传教士搬迁到上海，包括梅师母。1900年，太后命令杭州的四位省级官员杀死杭州所有的传教士，但是其中三位拒绝了这个命令。这三人都是梅滕更的朋友。当时梅滕更正在欧洲休假，由于他与中国官员的友好关系，使得许多生命幸免于难，因此他回到中国时受到了热烈的欢迎。
梅滕更发现中国的许多问题根源于保守主义、对西方文明的误解，以及苏维埃俄罗斯。梅滕更在一封信函中说："中国人太保守了，对自己的国家评价太高了。"
1911年的内乱，对中国医疗保健的发展造成了极大的阻碍。许多受过训练的工人被集体带走，取而代之的是尽管热心、但是经验不足的帮手。尽管本地助手对护理、清洁和健康有更一般的了解，但是，他们难以控制社会地位较高的患者。住院病人大量涌入，广济医校改为临时急救医院。一些守卫医院的革命战士在医院教堂参加了祈祷。

## 莫干山1号
1910年，55岁的梅滕更医师在莫干山炮台山购地75亩，建造了英式古堡风格的莫干山1号避暑别墅，为莫干山最具标志性的一栋别墅。梅滕更夫妇退休回国后，1928年，国民党元老、“革命圣人”、浙江省主席张静江将莫干山1号国有化，收编成为莫干山管理局的办公室。1932年，张静江又以江南汽车公司名义，将城堡从梅医师之子手中买下，改为“绿荫旅馆”。1937年抗日战争爆发后，城堡逐渐荒废，1960年，梅滕更城堡倒塌。2007年起，裸心集团创始人南非游客高天成和妻子建筑师叶凯欣在莫干山建立了“裸心乡”、“裸心谷”等度假村，带来高端民宿产业“洋家乐”，以及低碳休闲的绿色理念。他们发现梅滕更别墅的遗址后，并投资2个亿，重建城堡，同时修葺“裸心乡”的农舍。2018年夏，裸心堡开业。

## 晚年 (1926–1934)

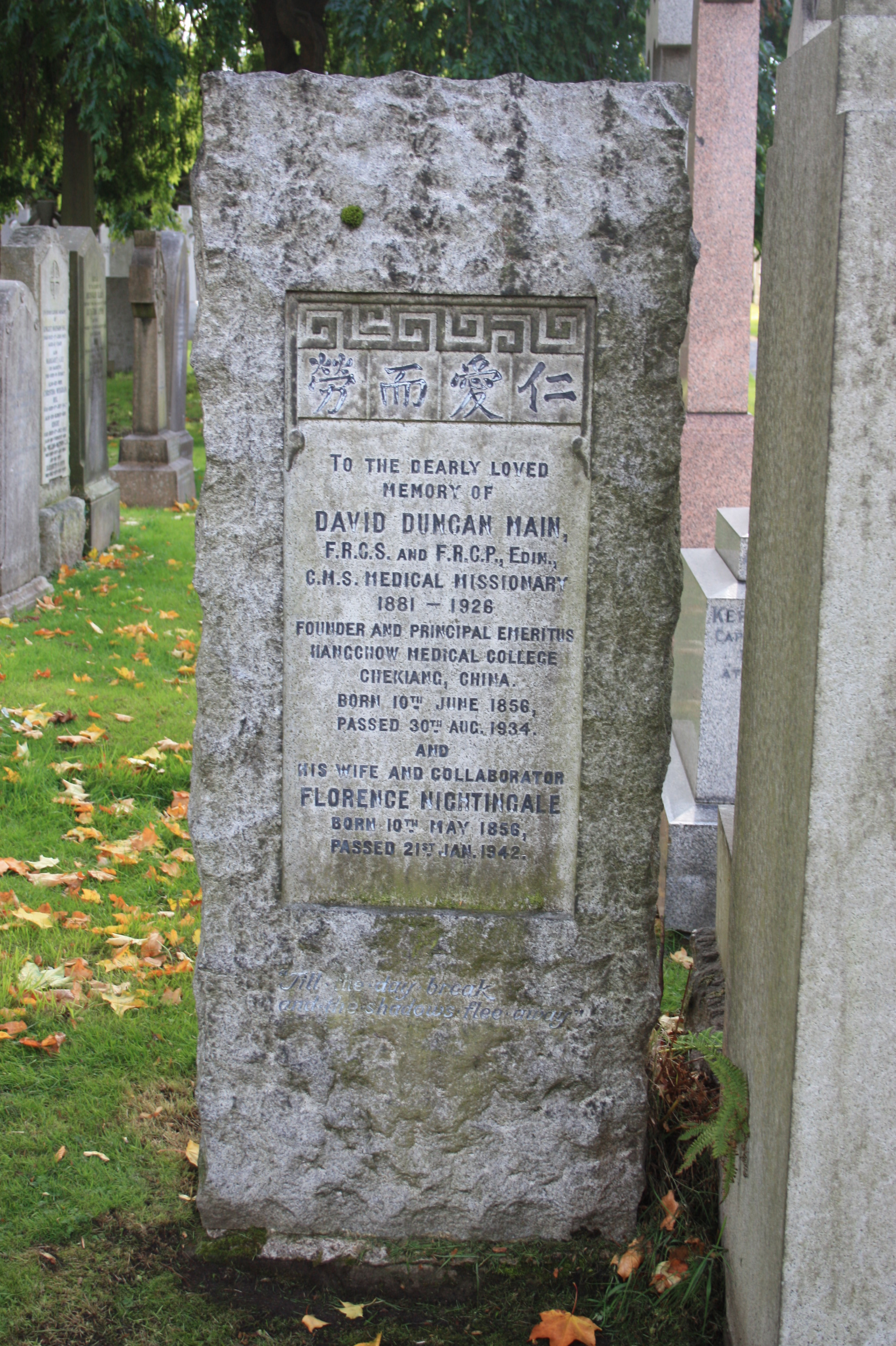
梅滕更墓，爱丁堡迪恩公墓

1926年12月7日，梅滕更夫妇回到爱丁堡。在那里，他终于退休了，已经超过了英国圣公会差会的退休年龄10年之久。临行前，他表达了许多担忧，因为他不想离开杭州，那时杭州还需要一所更大的医学院，更多的医生宿舍，一所用于疫情预防的传染病院，等等。1926年初，梅滕更夫妇安排妥当，以确保他们永久离开后得到适当的组织。 他的长子在他离开之前已准备好，接受了训练。
梅滕更夫妇离开之前，大家为他们的返回航程举行了一次祷告会。他们离开的那天，大批学生、病人、医生、贵族、官员、朋友和崇拜者跟着他们来到火车站，表达感激之情。领事、许多传教士，和欧洲朋友来到船舱，与他们告别。
1927年梅滕更在爱丁堡定居后，对那里的的医学生活产生了兴趣。

## 去世
1934年8月30日，梅滕更因急性肺炎在苏格兰爱丁堡去世，享年78岁。他和妻子梅福孙一同葬在西爱丁堡的迪恩公墓（Dean Cemetery）的东北部分。墓碑上刻着4个繁体汉字：“仁爱而劳”。

## 纪念
2014年，梅滕更医师和小患者互相鞠躬的雕塑，立在杭州浙医二院门诊楼前。
2017年，在中国莫干山1号梅滕更避暑别墅的原址上新建的度假地裸心堡，建立了一个关于梅滕更的博物馆。